# Fluitenkruid
Fluitenkruid (Anthriscus sylvestris) is een plant uit de schermbloemenfamilie (Umbelliferae of Apiaceae). De soort komt in Nederland en Vlaanderen algemeen voor, in het bijzonder op plaatsen die met gras begroeid zijn. De plant komt veelal talrijk voor in wegbermen die hierdoor wit gekleurd worden. Gouden ribzaad lijkt veel op fluitenkruid, maar is daarvan te onderscheiden door de rood gevlekte stengel, die bovenaan niet hol is en een ontbrekende snavel bij de goudgele vrucht. De vrucht van fluitenkruid is donkerbruin.
De schermen zijn samengesteld uit witte bloempjes die tamelijk vroeg bloeien. De stengels zijn hol en gegroefd en vaak roodbewaasd. De plant is behaard en kan 1,5 m hoog worden. De bloem is wit en heeft een doorsnede van 3–4 mm. Elk bloempje heeft een omwindseltje en vijf kroonblaadjes. Er zijn per bloempje één groot, twee kleinere en twee kleine kroonblaadjes. De bloemen vormen samengestelde schermen met acht tot vijftien schermstralen. De bloeiperiode loopt van april tot juni. De bladeren zijn twee- tot drievoudig geveerd; de onderzijde is zachtbehaard.
Fluitenkruid heeft donkerbruine, cilindervormige splitvruchten met een geribde snavel.
Het fluitenkruid dankt zijn naam aan het feit dat van de stengel fluitjes gemaakt kunnen worden. Om een fluit te maken moet bij een holle fluitenkruidpijp, met onderaan een dichte knoop, ongeveer halverwege een snee overlangs gemaakt worden.
De plant werd door Jac. P. Thijsse ook wel 'Hollands kant' genoemd. Dit omdat de bloemen fijn van vorm zijn. In Groningen en Friesland wordt ze ook wel pinksterbloem genoemd, niet te verwarren met de eigenlijke pinksterbloem.

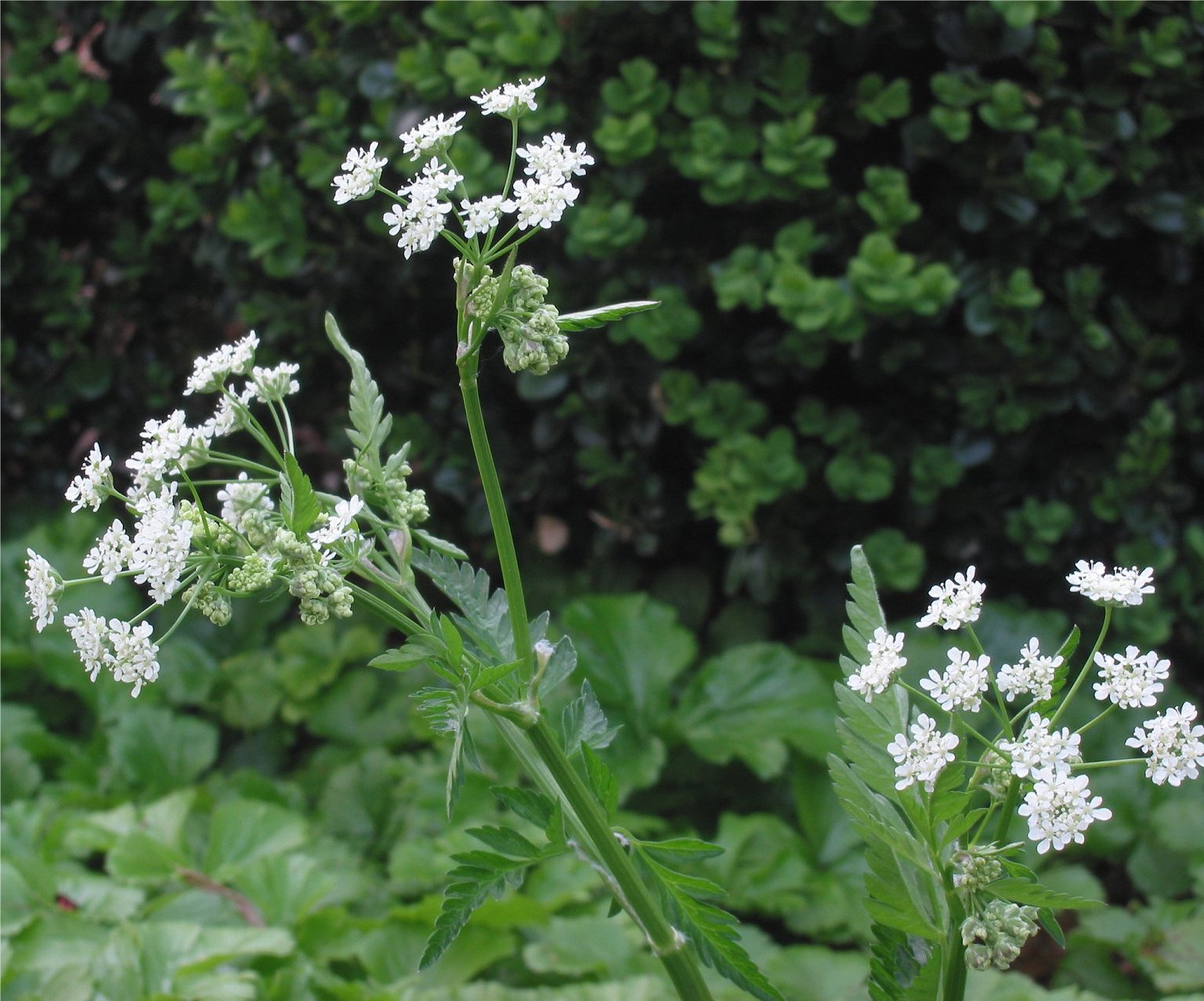
Bloemen
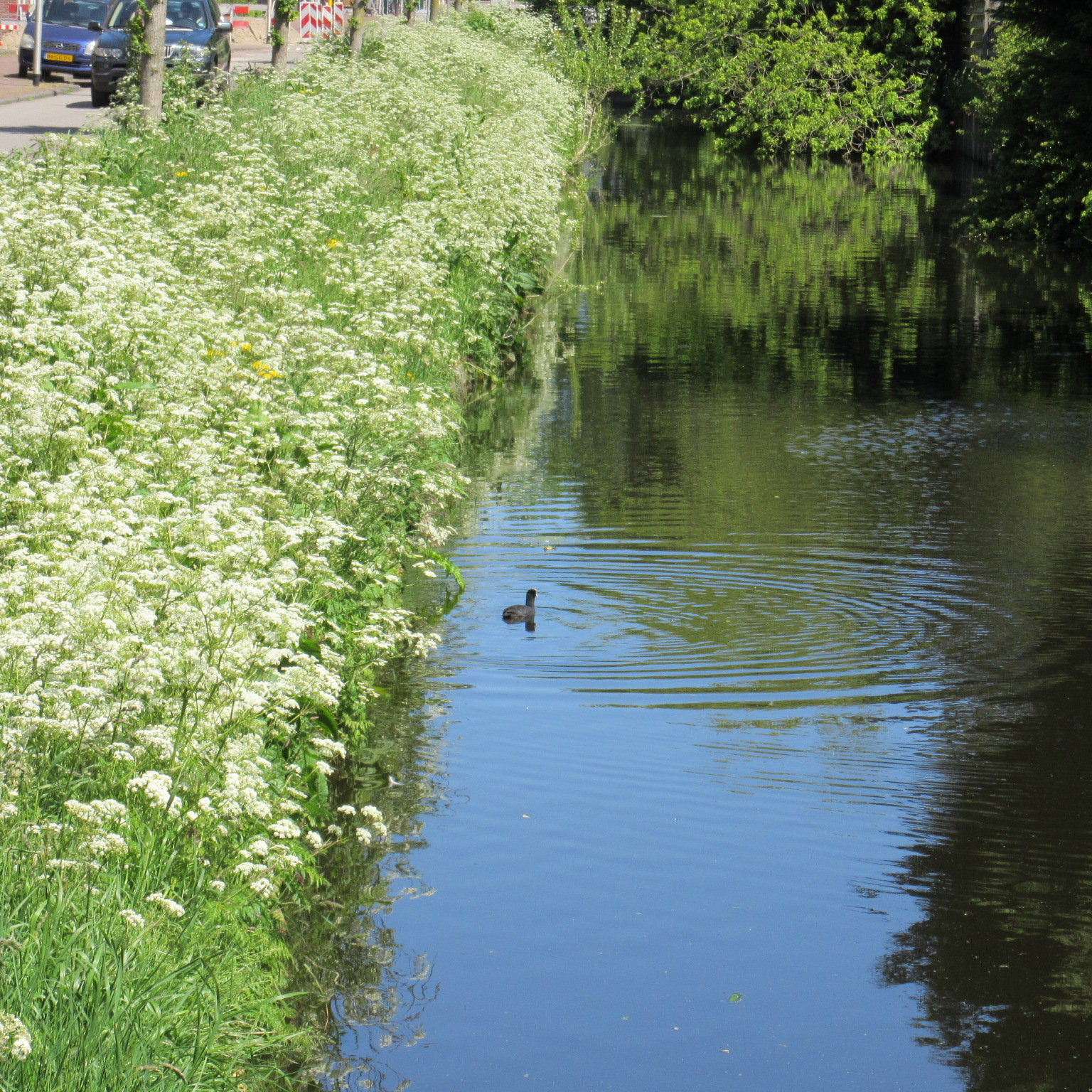
Fluitenkruid langs het water
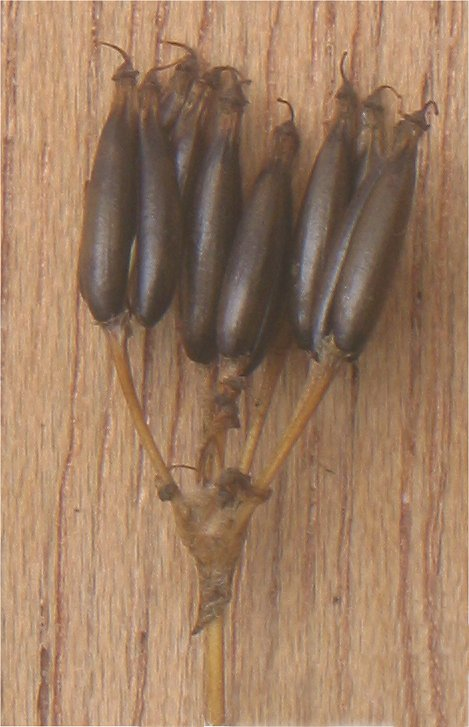
Vruchten